# Шах Халилуллах III
Ша́х Халилулла́х III (перс. شاه خليل الله‎; 1740, Керман — 1817, Йезд) — 45-й имам касим-шахской ветви низаритской общины исмаилитов.

## Биография
«В стране всё ещё было много исмаилитов, которые были преданы имаму из рода Исмаила. Его звали шах Халилуллах, и он жил в деревне под названием Кахак близ Кумма, на полпути между Тегераном и Исфаханом».
Халилуллах Али III родился в 1740 году в городе Керман. Его воспитание в Мехеллате началось под присмотром его дяди, Мирзы Мухаммада Бакира, в возрасте двух лет, и начатки формального образования получил дома. В 1792 году наследовал своему отцу Абу-ль-Хасану Али ибн Касиму Али, для которого был старшим сыном. Перенёс резиденцию имамата из Кермана в Кахак, откуда руководил в течение 20 лет. Его имя Шах Халилуллах было суфийским именем Ни'матуллахи, что отражало тесные отношения между низаритами и Ни'матуллахи. В 1815 году Шах Халилуллах переехал в Йезд, чтобы быть ближе к своим индийским последователям.

### Смерть и наследование
Шах Халилуллах умер в возрасте 77 лет в 1817 году (вместе с несколькими последователями) в результате того, что фанатичный двунадесятный священнослужитель по имени мулла Хусейн Язди подстрекает толпу двунадесятников к нападению на дом имама в результате спора между некоторыми низаритами и некоторыми владельцами магазинов двунадесятников. Однако истинной целью Язди, возможно, было ослабить распространяющееся влияние низаритов. Дом имама также был разграблен во время нападения. Мулла Хусейн Язди был наказан за свои действия Фетх-Али шахом, поскольку шах и имам были в хороших отношениях.
Имам был похоронен в священном городе эн-Наджаф, Ирак, в мавзолее, в котором также находятся тела некоторых его родственников и потомков. Имам был последним, кто провёл весь свой имамат в Персии. Ему наследовал его старший сын шах Хасан Али, который был первым низаритским имамом, использовавшим титул Ага хан — тенденция, которая продолжается и по сей день.
После смерти имама исмаилиты Ирана оказались в достаточно сильном положении, чтобы, наконец, публично выступить и прекратить использование такии, которая действовала более 500 лет.